# Bleu de Loudes
De Bleu de Loudes is een Franse kaas gemaakt in Auvergne.
De Bleu de Loudes in een blauwe kaas gemaakt van ongeperste wrongel. De kaas kent een rijpingstijd van ongeveer zes weken.
De kaas wordt gemaakt van rauwe onverwarmde koemelk en heeft een droge, natuurlijke korst. De kaas lijkt sterk op de Bleu des Cayres en op de Bleu du Velay. De kaas heeft een licht zure smaak. De productie van de kaas is zeer beperkt.